# Distretto di Kpaai
Il distretto di Kpaai è un distretto della Liberia facente parte della contea di Bong.
Spesso si fa riferimento a un "Distretto di Panta Kpa", comprendente i distretti di Kpaai e Panta, che però ufficialmente sono distinti.